# Macadam Massacre
Albums de Bérurier Noir
Nada Nada 84
Macadam Massacre est le premier album de Bérurier Noir sorti en 1984. C’est aussi le nom du premier 45 tours du groupe sorti la même année.

## L'album
L’album Macadam massacre sort en 1984 sur le label Rock Radicals Records (qui deviendra par la suite Bondage Records). Enregistré en décembre 1983, il s'agit du premier album du groupe.
Ce premier album est certainement le plus sombre du groupe. Marqué par une musique minimaliste et des paroles très crues, Macadam Massacre baigne dans une ambiance noire, remplie de désespoir.
À propos de ce côté noir de l'album, Loran (chant/guitare) expliquera : « L’ambiance de Macadam Massacre, c’était celle dans laquelle on était sur le moment : un côté noir et blanc, série noire, polar, le gris de la banlieue, du béton… En 1984 on était au bord du suicide. Je pense qu’on le ressent sur le disque ».
La guerre est un thème récurrent dans l’album avec le titre Frères d’armes ! relatant les horreurs de la guerre, qui reprend le texte d'un épisode de la bande dessinée Al Crane (signée Gérard Lauzier), ou encore la chanson Macadam Massacre où un GI revient du Viêt Nam, rendu fou par la guerre. Toujours dans la thématique de la guerre, on note le morceau instrumental Johnny revient de la guerre, reprise directe de When Johnny Comes Marching Home, morceau pacifiste de la guerre de Sécession.
Parmi les autres thèmes on notera la violence policière (Baston), le meurtre et la peine de mort (Chromosome Y), l'anarchie (Manifeste) et le mal-être que ressent le groupe face au monde qui les entoure (J’ai peur, Noir les horreurs).
Les titres du 45 tours Nada nada ainsi que quatre autres morceaux inédits issus de leur premier enregistrement en 1983 ont ensuite été compilés sur la version CD de Macadam Massacre.

## Liste des titres
1. Macadam Massacre - 4:00
2. Baston - 2:09
3. Elsa je t’aime - 1:17
4. Chromosome Y - 2:23
5. La Nuit Noire - 1:39
6. Johnny revient de la guerre (instrumental, reprise de When Johnny Comes Marching Home, de Patrick Gilmore) - 1:31
7. Frères d’armes (texte de Gérard Lauzier) - 3:18
8. J’ai peur - 2:24
9. Manifeste - 2:09
10. Noir les horreurs - 2:40

### Titres supplémentaires de la réédition CD
1. La Mort au choix * - 1:43
2. Nada 1 * - 0:39
3. Bûcherons * - 2:43
4. Nada 2 * - 0:57
5. Amputé * - 1:53
6. Nada 3 * - 1:16
7. Manifeste 2 (inédit) * - 2:20
8. Hôpital lobotomie (inédit) * - 2:34
9. Nada (inédit) * - 1:57
10. Noir les horreurs 2 (inédit) * - 2:58

(morceaux * : sur la version CD uniquement)

## Macadam massacre (45 tours)
La même année, le groupe sort un 45 tours sous le même nom, Macadam Massacre, édité à 500 exemplaires.
- Face A :

1. Macadam Massacre

- Face B :

1. La mort aux choix (en concert)
2. Bucherons (en concert)